# Atletica leggera ai Giochi della XX Olimpiade - 100 metri ostacoli

Video della Finale (film ufficiale dei Giochi)

Video della Finale

I 100 metri ostacoli hanno fatto parte del programma femminile di atletica leggera ai Giochi della XX Olimpiade. La competizione si è svolta nei giorni 4-8 settembre 1972 allo Stadio olimpico di Monaco.

## Presenze ed assenze delle campionesse in carica
| Competizione      | Atleta            | Prestazione | Monaco 1972 |
| ----------------- | ----------------- | ----------- | ----------- |
| Olimpiadi 1968    | Maureen Caird     | 10”39 80hs  | Presente    |
| Commonwealth 1970 | Pam Kilborn       | 13”27       | Presente    |
| Asiatici 1970     | Esther Shahamorov | 14”0        | Presente    |
| Panamericani 1971 | Patricia Johnson  | 13”19 v     | Presente    |
| Europei 1971      | Karin Balzer      | 12”9        | Presente    |

Durante la stagione la tedesca Est Annelie Ehrhardt stabilisce il nuovo record del mondo con 12”5.

## La gara
Dopo il primo turno è già fuori la campionessa in carica, Maureen Caird. Annelie Ehrhardt vince la sua batteria con un distacco di oltre due metri. La tedesca orientale domina anche la prima semifinale in 12”73 (dove viene eliminata la vincitrice dei Trials, Patricia Johnson), mentre la seconda è appannaggio di Valeria Bufanu (12“84).
In finale scattano meglio di tutte l'australiana Ryan e la Ehrhard, poi la tedesca est s'invola, guadagnando centimetri ad ogni passaggio di barriera. Vince con il nuovo record del mondo. Dietro di lei la connazionale Karin Balzer (oro a Tokyo 1964) sopravanza la Ryan, ma non riesce a reagire alla rimonta della rumena Bufanu, che la supera al nono ostacolo.
Il distacco tra prima e seconda (25 centesimi di secondo) rimane il più alto mai ottenuto in una finale olimpica di questa specialità nel XX secolo.

## Risultati

### Turni eliminatori
| 4 Batterie   | 4 settembre | 27 iscritte   | Si qualificano le prime 4. |
| 2 Semifinali | 7 settembre | 8 + 8         | Si qualificano le prime 4. |
| Finale       | 8 settembre | 8 concorrenti |                            |

### Batterie
| Pos. | Atleta                 | Nazione       | Tempo | Nota |
| ---- | ---------------------- | ------------- | ----- | ---- |
| 1    | Annelie Ehrhardt       | Germania Est  | 12"70 | Q    |
| 2    | Pam Kilborn            | Australia     | 12"93 | Q    |
| 3    | Teresa Nowak           | Polonia       | 13"16 | Q    |
| 4    | Esther Shakhamorov-Rot | Israele       | 13"17 | Q    |
| 5    | Judy Vernon            | Gran Bretagna | 13"37 |      |
| 6    | Lucila Salao           | Filippine     | 15"15 |      |

| Pos. | Atleta             | Nazione        | Tempo | Nota |
| ---- | ------------------ | -------------- | ----- | ---- |
| 1    | Valeria Bufanu     | Romania        | 12"94 | Q    |
| 2    | Danuta Straszyńska | Polonia        | 13"03 | Q    |
| 3    | Margit Bach        | Germania Ovest | 13"46 | Q    |
| 4    | Lacey O'Neal       | Stati Uniti    | 13"78 | Q    |
| 5    | Brenda Matthews    | Nuova Zelanda  | 13"81 |      |
| 6    | Penny Gillies      | Australia      | 13"82 |      |

| Pos. | Atleta             | Nazione      | Tempo | Nota |
| ---- | ------------------ | ------------ | ----- | ---- |
| 1    | Grażyna Rabsztyn   | Polonia      | 13"29 | Q    |
| 2    | Annerose Krumpholz | Germania Est | 13"31 | Q    |
| 3    | Mamie Rallins      | Stati Uniti  | 13"51 | Q    |
| 4    | Meta Antenen       | Svizzera     | 13"61 | Q    |
| 5    | Maureen Caird      | Australia    | 13"63 |      |
| 6    | Margaret Murphy    | Irlanda      | 15"89 |      |

| Pos. | Atleta               | Nazione        | Tempo | Nota |
| ---- | -------------------- | -------------- | ----- | ---- |
| 1    | Karin Balzer         | Germania Est   | 13"10 | Q    |
| 2    | Patty van Wolvelaere | Stati Uniti    | 13"28 | Q    |
| 3    | Jacqueline André     | Francia        | 13"33 | Q    |
| 4    | Heidi Schüller       | Germania Ovest | 13"50 | Q    |
| 5    | Ann Wilson           | Gran Bretagna  | 13"53 |      |
| 6    | Gun Olsson           | Svezia         | 14"37 |      |
| 7    | Emilie Edet          | Nigeria        | 14"67 |      |

### Semifinali
| Pos. | Atleta               | Nazione        | Tempo | Nota |
| ---- | -------------------- | -------------- | ----- | ---- |
| 1    | Valeria Bufanu       | Romania        | 12"84 | Q    |
| 2    | Pam Kilborn          | Australia      | 12"95 | Q    |
| 3    | Karin Balzer         | Germania Est   | 12"97 | Q    |
| 4    | Teresa Nowak         | Polonia        | 13"10 | Q    |
| 5    | Patty van Wolvelaere | Stati Uniti    | 13"26 |      |
| 6    | Margit Bach          | Germania Ovest | 13"31 |      |
| 7    | Mamie Rallins        | Stati Uniti    | 13"76 |      |
| -    | Meta Antenen         | Svizzera       |       | Rit  |

| Pos. | Atleta                 | Nazione        | Tempo | Nota |
| ---- | ---------------------- | -------------- | ----- | ---- |
| 1    | Annelie Ehrhardt       | Germania Est   | 12"73 | Q    |
| 2    | Danuta Straszyńska     | Polonia        | 12"91 | Q    |
| 3    | Annerose Krumpholz     | Germania Est   | 13"24 | Q    |
| 4    | Grażyna Rabsztyn       | Polonia        | 13"24 | Q    |
| 5    | Jacqueline André       | Francia        | 13"30 |      |
| 6    | Heidi Schüller         | Germania Ovest | 13"33 |      |
| 7    | Lacey O'Neal           | Stati Uniti    | 13"89 |      |
| -    | Esther Shakhamorov-Rot | Israele        |       | NP   |

### Finale
| Pos.    | Atleta             | Età | Nazione      | Tempo | Nota            |
| ------- | ------------------ | --- | ------------ | ----- | --------------- |
| Oro     | Annelie Ehrhardt   | 22  | Germania Est | 12"59 | Record mondiale |
| Argento | Valeria Bufanu     | 25  | Romania      | 12"84 |                 |
| Bronzo  | Karin Balzer       | 34  | Germania Est | 12"90 |                 |
| 4       | Pam Kilborn        | 33  | Australia    | 12"98 |                 |
| 5       | Teresa Nowak       | 30  | Polonia      | 13"17 |                 |
| 6       | Danuta Straszyńska | 30  | Polonia      | 13"18 |                 |
| 7       | Annerose Krumpholz | 20  | Germania Est | 13"27 |                 |
| 8       | Grażyna Rabsztyn   | 19  | Polonia      | 13"44 |                 |